# Brachylinga ornata
Brachylinga ornata är en tvåvingeart som först beskrevs av Krober 1911.  Brachylinga ornata ingår i släktet Brachylinga och familjen stilettflugor. Inga underarter finns listade.